# Dašaratha
Dašaratha byl zhruba mezi lety 232 – 224 př. n. l. král Maurjovské říše. Podle Matsja purány na trůn nastoupil po svém dědovi, králi Ašókovi. Podle legend však po Ašókovi nastoupil jeho syn Kunála či Kunálův syn Sampadi; určení pořadí maurjovských panovníků po Ašókovi proto zůstává nejisté.
Dašaratha měl v Nágárdžunovských horách věnovat tři jeskyně ádžívikům. Podle nápisu, který nechal zhotovit Dévánámpija Dašaratha, tak prý učinil hned po svém nástupu na trůn.